# Paraschachnerit
Paraschachnerit ist ein sehr seltenes Mineral aus der Mineralklasse der Elemente, genauer der Metalle und intermetallischen Verbindungen. Es kristallisiert im orthorhombischen Kristallsystem mit der chemischen Zusammensetzung Ag3Hg2 und bildet Kristalle bis zu 1 cm Größe. Diese sind immer kompliziert verzwilingt mit der Zwillingsebene {110}, häufig werden auch Drillinge gefunden.

## Etymologie und Geschichte
Paraschachnerit wurde erstmals 1972 von E. Seeliger und A. Mücke in der Typlokalität, der „Vertrauen-zu-Gott“-Quecksilbermine am Moschellandsberg in der Nähe von Obermoschel in Rheinland-Pfalz (Deutschland), gefunden. Seinen Namen hat es auf Grund der großen Ähnlichkeit zu Schachnerit. 

## Klassifikation
In der Systematik nach Strunz wird Paraschachnerit zu den Metallen und intermetallischen Verbindungen, einer Untergruppe der Elemente, gezählt. Nach der 8. Auflage bildet es dabei zusammen mit Belendorffit, Bleiamalgam, Eugenit, Goldamalgam, Kolymit, Luanheit, Moschellandsbergit, Potarit, Quecksilber, Schachnerit und Weishanit eine Gruppe. In der 9. Auflage bildet es mit Eugenit, Luanheit, Moschellandsbergit und Schachnerit eine Untergruppe der Quecksilber-Amalgam-Familie. 
In der Systematik nach Dana bildet es mit Bleiamalgam, Goldamalgam, Luanheit, Moschellandsbergit, Eugenit, Schachnerit und Weishanit eine Untergruppe (Silber-Amalgam-Legierungen) der metallischen Elemente außer den Platinmetallen.

## Bildung und Fundorte
Paraschachnerit bildet sich unter oxidierenden Bedingungen durch die Alterung von Moschellandsbergit. Es ist vergesellschaftet mit Quecksilber, Limonit, Ankerit, Argentit und Cinnabarit. 
Neben der Typlokalität sind Funde aus der Oblast Sofia in Bulgarien, Moctezuma in Mexiko, Sache und Tuwa in Russland, Kremnica in der Slowakei und Sala in Schweden bekannt. 

## Kristallstruktur
Paraschachnerit kristallisiert im orthorhombischen Kristallsystem in der Raumgruppe Cmcm oder Cmc2 mit den Gitterparametern a = 2,916 Å, b = 5,13 Å und c = 4,83 Å sowie zwei Formeleinheiten pro Elementarzelle.